# Penestostoma
Penestostoma là một chi bướm đêm thuộc phân họ Olethreutinae trong họ Tortricidae.

## Các loài
- Penestostoma compsa Diakonoff, 1992